# Ciglence
Ciglence so naselje v Občini Duplek. Naselje leži na jugozahodnem obrobju Slovenskih goric na obeh straneh Ciglenškega potoka med Dvorjanami, Spodnjim Duplekom in Zgornjo Koreno. Ime vasi je verjetno povezano z žganjem opeke(opekarske pače), ker opeka pomeni cigel v vzhodnih narečjih (iz nemščine der Ziegel). Ta poklic je že pred več desetletij zamrl.